# CONCACAF Caribbean Club Shield 2018
La CONCACAF Caribbean Club Shield 2018 fue la primera edición de este campeonato regional de clubes con ligas emergentes, en el que participaron clubes campeones de 12 asociaciones miembro de la Unión Caribeña de Fútbol como torneo clasificatorio para acudir a la Liga Concacaf 2018.
El ganador de la CONCACAF Caribbean Club Shield, se enfrentará al cuarto lugar de la Copa Caribeña de Clubes Concacaf 2018, en un repechaje para determinar al tercer club que representará al Caribe en la Liga Concacaf 2018.
El 15 de febrero de 2018 se realizó el sorteo donde separa a los doce equipos de la CONCACAF Caribbean Club Shield, los cuales se dividieron en tres grupos de cuatro equipos y jugaron como sede en República Dominicana del 13 al 21 de abril de 2018.

## Equipos participantes
La siguiente lista corresponde a los equipos campeones de las 27 asociaciones miembros de la Unión Caribeña de Fútbol que poseen una liga amateur. En verde los campeones que participan y en rojo los que no participan.
| Asociación                     | Equipo              | Método de clasificación                      |
| ------------------------------ | ------------------- | -------------------------------------------- |
| Aruba                          | Deportivo Nacional  | Campeón de la División de Honor (2016-17)    |
| Barbados                       | Weymouth Wales      | Campeón de la Primera División (2017)        |
| Bonaire                        | Real Rincon         | Campeón de la Liga de Bonaire (2016-17)      |
| Curazao                        | Centro Dominguito   | Campeón de la Sekshon Pagá (2017)            |
| Granada                        | Hard Rock           | Campeón de la Primera División (2016)        |
| Guadalupe                      | Unite Sainte-Rose   | Campeón de la División de Honor (2016-17)    |
| Islas Caimán                   | Bodden Town         | Campeón de la Liga Premier CIFA (2016-17)    |
| Martinica                      | Club Franciscain    | Campeón del Campeonato Nacional (2016-17)    |
| San Cristóbal y Nieves         | Cayon Rockets       | Campeón de la Super Liga SKNFA (2016-17)     |
| San Vicente y las Granadinas   | Avenues United      | Campeón de la Liga Premier NLA (2017)        |
| Surinam                        | Inter Moengotapoe   | Campeón de la Hoofdklasse (2016-17)          |
| Guyana                         | Defence Force       | Campeón de la Liga Elite GFF (2016-17)       |
| Guayana Francesa               | Matoury             | Campeón de la División de Honor (2016-17)    |
| Islas Turcas y Caicos          | Beaches             | Campeón de la Liga Premier (2016-17)         |
| Islas Vírgenes Estadounidenses | Raymix              | Campeón de la Liga Nacional USVIFA (2016-17) |
| Islas Vírgenes Británicas      | Islanders           | Campeón de la Liga Nacional BVIFA (2016-17)  |
| Montserrat                     | inactivo desde 2016 | Campeón del Campeonato Nacional (2017)       |
| Puerto Rico                    | GPS Puerto Rico     | Campeón de la Liga Nacional (2017)           |
| Saint-Martin                   | Marigot             | Campeón de la Liga Senior (2016-17)          |
| Santa Lucía                    | Northern United     | Campeón de la División de Oro (2017)         |
| Sint Maarten                   | Reggae Lions        | Campeón de la Liga Senior SMSA (2016-17)     |
| Anguila                        | Roaring Lions       | Campeón de la Liga Senior AFA (2016-17)      |
| Antigua y Barbuda              | Parham              | Campeón de la Primera División (2016-17)     |
| Bahamas                        | Western Warriors    | Campeón de la Liga Senior BFA (2015-16)      |
| Bermudas                       | Robin Hood          | Campeón de la Liga Premier (2016-17)         |
| Cuba                           | Santiago de Cuba    | Campeón del Campeonato Nacional (2017)       |
| Dominica                       | Dublanc             | Campeón de la Liga Premier (2016-17)         |

## Fase de grupos

### Grupo A
| Pos. | Equipo            | Pts. | PJ | G | E | P | GF | GC | Dif. | Clasificación |
| ---- | ----------------- | ---- | -- | - | - | - | -- | -- | ---- | ------------- |
| 1    | Inter Moengotapoe | 9    | 3  | 3 | 0 | 0 | 15 | 1  | +14  | Semifinales   |
| 2    | Nacional          | 6    | 3  | 2 | 0 | 1 | 5  | 7  | −2   | Semifinales   |
| 3    | USR               | 3    | 3  | 1 | 0 | 2 | 3  | 8  | −5   |               |
| 4    | Weymouth Wales    | 0    | 3  | 0 | 0 | 3 | 3  | 10 | −7   |               |

 Fuente: CONCACAF
| 13 de abril de 2018 | Nacional | 0–5     | Inter Moengotapoe                                               | Estadio Cibao FC, Santiago de los Caballeros |                            |
|                     |          | Reporte | - Kastiel 2' - Fer 32' - Rijssel 34' - Darson 36' - Eduards 66' | Árbitro(s): Kevin Morrison                   | Árbitro(s): Kevin Morrison |

| 13 de abril de 2018 | Weymouth Wales | 1–2     | USR                             | Estadio Cibao FC, Santiago de los Caballeros |                             |
|                     | Holligan 47'   | Reporte | - Désert 27' (pen.) - Lundy 78' | Árbitro(s): Nitzar Sandoval                  | Árbitro(s): Nitzar Sandoval |

| 15 de abril de 2018 | Inter Moengotapoe                      | 5–0     | Weymouth Wales | Estadio Cibao FC, Santiago de los Caballeros |                            |
|                     | - Rijssel 2' 47' 71' 74' - Kastiel 81' | Reporte |                | Árbitro(s): Keylor Herrera                   | Árbitro(s): Keylor Herrera |

| 15 de abril de 2018 | USR | 0–2     | Nacional                      | PUCMM, Santiago de los Caballeros |                             |
|                     |     | Reporte | - Ranger 16' - Oliveros 45+1' | Árbitro(s): Adonis Carrasco       | Árbitro(s): Adonis Carrasco |

| 17 de abril de 2018 | Weymouth Wales                  | 2–3     | Nacional                                 | Universidad ISA, Santiago de los Caballeros |                             |
|                     | - Lawrence 90' - Harewood 90+2' | Reporte | - Aguirre 4' - Ranger 24' - Fontalvo 69' | Árbitro(s): Tristley Bassue                 | Árbitro(s): Tristley Bassue |

| 17 de abril de 2018 | USR        | 1–5     | Inter Moengotapoe                                   | Universidad ISA, Santiago de los Caballeros |                             |
|                     | Désert 83' | Reporte | - Baja 6' - Rijssel 37' - Holtuin 64' 88' - Fer 78' | Árbitro(s): Nitzar Sandoval                 | Árbitro(s): Nitzar Sandoval |

### Grupo B
| Pos. | Equipo         | Pts. | PJ | G | E | P | GF | GC | Dif. | Clasificación |
| ---- | -------------- | ---- | -- | - | - | - | -- | -- | ---- | ------------- |
| 1    | Real Rincon    | 4    | 2  | 1 | 1 | 0 | 5  | 3  | +2   | Semifinales   |
| 2    | Avenues United | 4    | 2  | 1 | 1 | 0 | 5  | 4  | +1   |               |
| 3    | Hard Rock      | 0    | 2  | 0 | 0 | 2 | 3  | 6  | −3   |               |
| 4    | GDF            | 0    | 0  | 0 | 0 | 0 | 0  | 0  | 0    | Abandonó      |

 Fuente: CONCACAF
| 13 de abril de 2018 | Hard Rock     | 1–3     | Real Rincon                   | Universidad ISA, Santiago de los Caballeros |                         |
|                     | Alexander 73' | Reporte | - Seinpaal 57' 59' - Piar 66' | Árbitro(s): Karl Tyrell                     | Árbitro(s): Karl Tyrell |

| 15 de abril de 2018 | Avenues United                            | 3–2     | Hard Rock                    | Estadio Cibao FC, Santiago de los Caballeros |                                |
|                     | - Cunningham 14' - Snagg 47' - Samuel 72' | Reporte | - Alleyne 36' - Williams 50' | Árbitro(s): Christophe Jombert               | Árbitro(s): Christophe Jombert |

| 17 de abril de 2018 | Real Rincon                   | 2–2     | Avenues United          | Estadio Cibao FC, Santiago de los Caballeros |                         |
|                     | - Windster 82' - R. Frans 90' | Reporte | - Samuel 5' - Snagg 62' | Árbitro(s): Karl Tyrell                      | Árbitro(s): Karl Tyrell |

### Grupo C
| Pos. | Equipo            | Pts. | PJ | G | E | P | GF | GC | Dif. | Clasificación |
| ---- | ----------------- | ---- | -- | - | - | - | -- | -- | ---- | ------------- |
| 1    | Club Franciscain  | 6    | 3  | 2 | 0 | 1 | 12 | 4  | +8   | Semifinales   |
| 2    | Centro Dominguito | 5    | 3  | 1 | 2 | 0 | 4  | 3  | +1   |               |
| 3    | Bodden Town       | 4    | 3  | 1 | 1 | 1 | 4  | 6  | −2   |               |
| 4    | Cayon Rockets     | 1    | 3  | 0 | 1 | 2 | 3  | 10 | −7   |               |

 Fuente: CONCACAF
| 13 de abril de 2018 | Cayon Rockets | 1–2     | Bodden Town              | PUCMM, Santiago de los Caballeros |                            |
|                     | Barnes 65'    | Reporte | - Brown 34' - McLean 81' | Árbitro(s): Benbito Celima        | Árbitro(s): Benbito Celima |

| 13 de abril de 2018 | Centro Dominguito | 2–1     | Club Franciscain | PUCMM, Santiago de los Caballeros |                             |
|                     | Matheus 4' 88'    | Reporte | Maingé 40'       | Árbitro(s): Tristley Bassue       | Árbitro(s): Tristley Bassue |

| 15 de abril de 2018 | Bodden Town | 0–0     | Centro Dominguito | Universidad ISA, Santiago de los Caballeros |                           |
|                     |             | Reporte |                   | Árbitro(s): Gianni Ascani                   | Árbitro(s): Gianni Ascani |

| 15 de abril de 2018 | Club Franciscain                                  | 6–0     | Cayon Rockets | Universidad ISA, Santiago de los Caballeros |                              |
|                     | - Maingé 16' 22' - Thimon 29' 45' 62' - Abaul 63' | Reporte |               | Árbitro(s): Johannes Dolaini                | Árbitro(s): Johannes Dolaini |

| 17 de abril de 2018 | Centro Dominguito                     | 2–2     | Cayon Rockets           | Estadio Cibao FC, Santiago de los Caballeros |                             |
|                     | - Morton 68' (a.g.) - Calvenhoven 79' | Reporte | - Bertie 56' - Thom 89' | Árbitro(s): Ydekel Capellan                  | Árbitro(s): Ydekel Capellan |

| 17 de abril de 2018 | Club Franciscain                                                 | 5–2     | Bodden Town              | Estadio Cibao FC, Santiago de los Caballeros |                          |
|                     | - Tarrieu 21' - Marajo 28' - Thimon 37' - Abaul 54' - Jougon 89' | Reporte | - Levien 11' - James 70' | Árbitro(s): Sergio Reyna                     | Árbitro(s): Sergio Reyna |

## Fase final
Los tres ganadores de cada grupo y el mejor segundo lugar avanzaron a la fase final.
|  | Semifinales        | Semifinales      |   |                    | Final             | Final |  |
|  |                    |                  |   |                    |                   |       |  |
|  |                    |                  |   |                    |                   |       |  |
|  | 19/04/2018         |                  |   |                    |                   |       |  |
|  | Inter Moengotapoe  | 4                |   |                    |                   |       |  |
|  | Deportivo Nacional | 0                |   |                    |                   |       |  |
|  |                    |                  |   |                    |                   |       |  |
|  |                    |                  |   |                    | 21/04/2018        |       |  |
|  |                    |                  |   |                    | Inter Moengotapoe | 1     |  |
|  |                    | Club Franciscain | 2 |                    |                   |       |  |
|  |                    |                  |   |                    |                   |       |  |
|  |                    |                  |   |                    |                   |       |  |
|  |                    |                  |   |                    | Tercer lugar      |       |  |
|  | 19/04/2018         | 19/04/2018       |   | 21/04/2018         | 21/04/2018        |       |  |
|  | Club Franciscain   | 2                |   | Deportivo Nacional | 1                 |       |  |
|  | Real Rincon        | 0                |   |                    | Real Rincon       | 3     |  |

### Semifinales
| 19 de abril de 2018 | Inter Moengotapoe                          | 4–0     | Nacional | Estadio Cibao FC, Santiago de los Caballeros |                             |
|                     | - Baja 47' - Kastiel 54' 67' - Vlijter 61' | Reporte |          | Árbitro(s): Adonis Carrasco                  | Árbitro(s): Adonis Carrasco |

| 19 de abril de 2018 | Club Franciscain            | 2–0     | Real Rincon | Estadio Cibao FC, Santiago de los Caballeros |                            |
|                     | - Abaul 68' - Ephestion 72' | Reporte |             | Árbitro(s): Keylor Herrera                   | Árbitro(s): Keylor Herrera |

### Tercer lugar
| 21 de abril de 2018 | Nacional     | 1–3     | Real Rincon                     | Estadio Cibao FC, Santiago de los Caballeros |                          |
|                     | Oliveros 36' | Reporte | - Cicilia 7' 30' - T. Frans 12' | Árbitro(s): Sergio Reyna                     | Árbitro(s): Sergio Reyna |

### Final
| 21 de abril de 2018 | Inter Moengotapoe | 1–2     | Club Franciscain          | Estadio Cibao FC, Santiago de los Caballeros |                            |
|                     | Kastiel 5'        | Reporte | - Maingé 15' - Thimon 43' | Árbitro(s): Kevin Morrison                   | Árbitro(s): Kevin Morrison |

## Campeón
|                                      |
| Bandera de Martinica                 |
| Campeón Club Franciscain 1.er título |

## Play-off
El campeón de la CONCACAF Caribbean Club Shield se enfrentó al cuarto lugar del Campeonato de Clubes de la CFU en un repechaje para obtener el último cupo para acceder a la Liga CONCACAF.
| 16 de mayo de 2018 | Central FC | 1:2     | Club Franciscain          | Anthony Spaulding Sports Complex, Kingston, Jamaica |                            |
|                    | Wolfe 15'  | Reporte | Maingé 27' · Marajo 45+1' | Árbitro(s): Yadel Martínez                          | Árbitro(s): Yadel Martínez |

| Clasificado a la Liga CONCACAF |
| Bandera de Martinica           |
| Club Franciscain               |

## Goleadores
| Jugador         | Equipo            | Goles |
| --------------- | ----------------- | ----- |
| Stefano Rijssel | Inter Moengotapoe | 6     |
| Romeo Kastiel   | Inter Moengotapoe | 5     |
| Yann Thimon     | Club Franciscain  | 5     |
| Djénhael Maingé | Club Franciscain  | 4     |
| Stéphane Abaul  | Club Franciscain  | 3     |